# Мадре-де-Дьос (река)
Ма́дре-де-Дьос (Амару-Майо, исп. Río Madre de Dios) — река в Перу и Боливии, в бассейне Амазонки.
Река имеет длину около 640 километров. Беря начало в перуанских Андах, затем на территории Боливии впадает слева в реку Бени в бассейне Мадейры, которая, в свою очередь, впадает в Амазонку.
Мадре-де-Дьос является важной водной артерией в верховьях Амазонки, на реке расположен портовый город Пуэрто-Мальдонадо, вниз от которого начинается судоходство. В долине реки широко развито сельское хозяйство, основной культурой для выращивания является манго. Также в долине реки развита промышленность, ведётся добыча золота и заготовка леса. Сельское хозяйство, а также промышленность создают большую проблему для экологии региона.
На реке расположено несколько национальных парков и природоохранных зон.

## Галерея

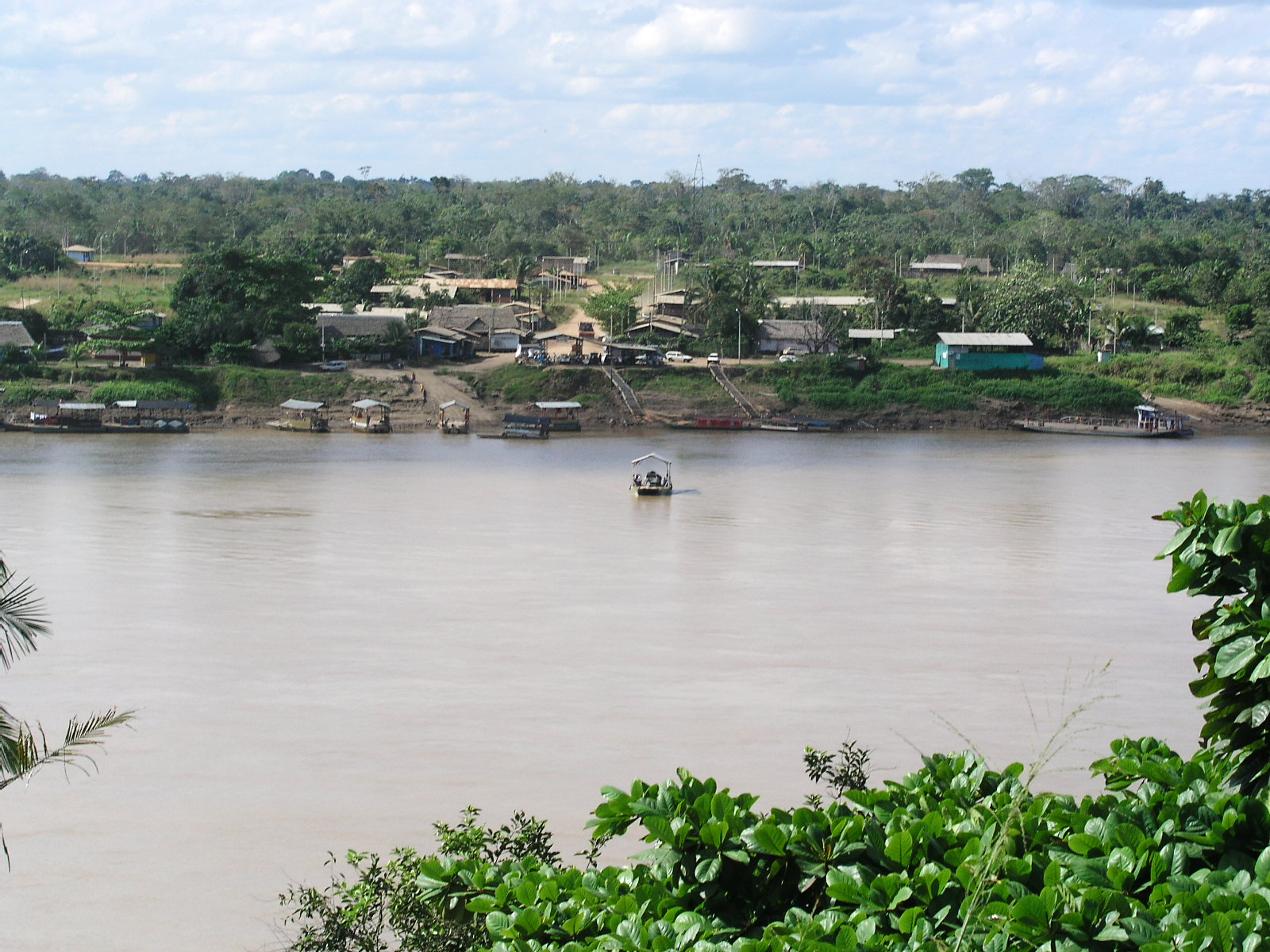
Вид на реку в городе Пуэрто-Мальдонадо
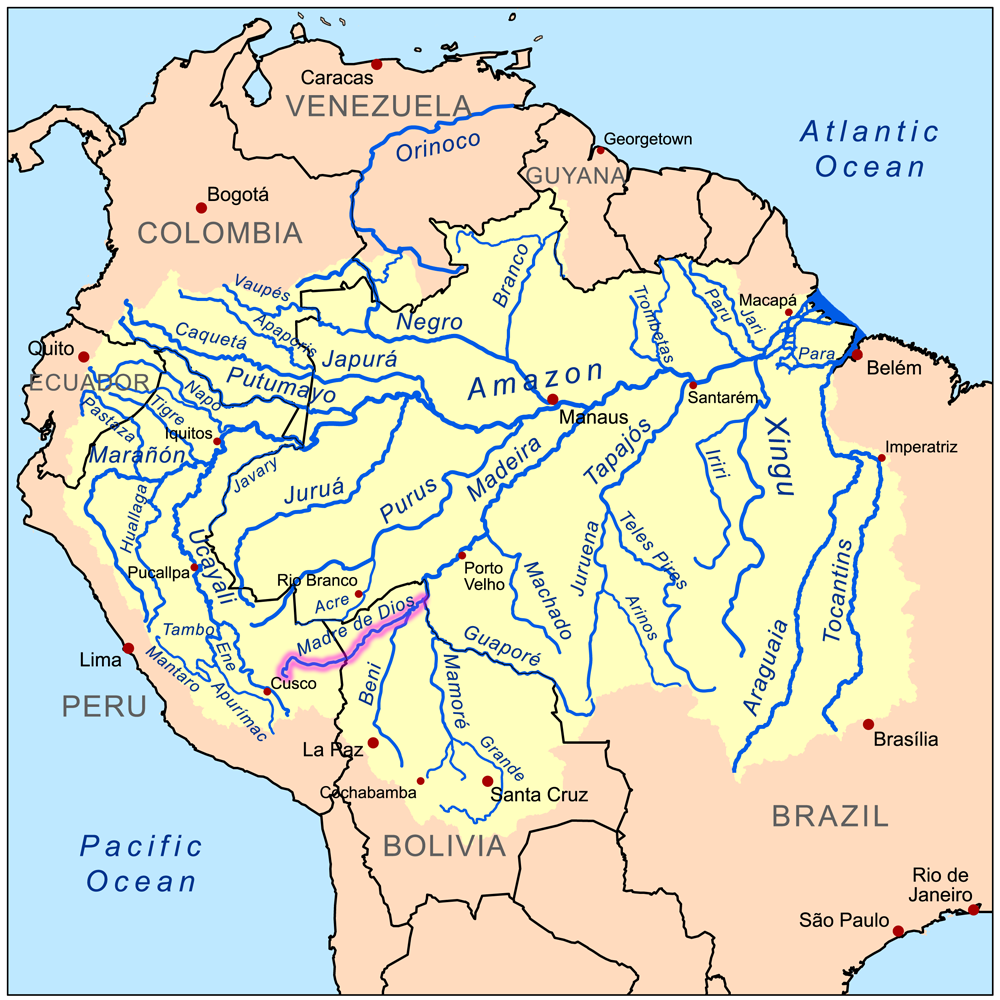
Мадре-де-Дьос на карте Амазонии
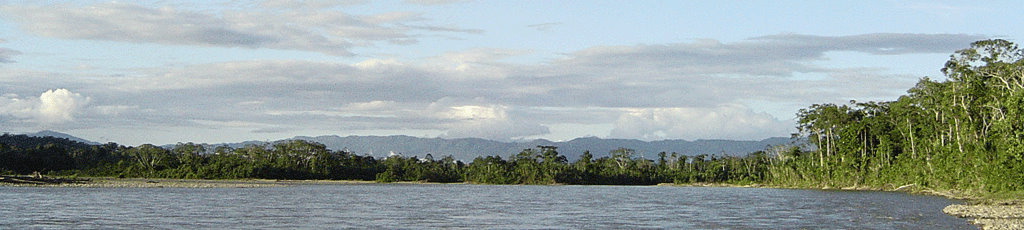
Панорама в верховье реки